# 흥선역
흥선역(興宣驛, Heungseon station)은 경기도 의정부시 가능동에 있는 의정부 경전철의 전철역이다. 역번호는 U115이다.

## 역사
- 2012년 7월 1일 : 의정부 경전철 발곡 ~ 탑석 구간 개통

## 역 구조
2면 2선의 상대식 승강장이 있는 지상역이며, 스크린도어가 설치되어 있다.

#### 승강장
| 의정부시청↑ |
| \| 상       |
| ↓의정부중앙 |

| 상행 | ● 의정부 경전철 | 범골 · 회룡 · 발곡 방면                                          |
| 하행 | ● 의정부 경전철 | 의정부중앙 · 동오 · 경기도청 북부청사 · 차량기지 임시승강장 방면 |

## 역 주변
- 다온중학교
- 의정부서초등학교
- 경기미용고등학교
- 청소년 문화의 집
- 가능우체국
- 가능초등학교
- 가능지구대
- 의정부경찰서
- 흥선동행정복지센터
- 경민고등학교
- 경민대학교

## 인접한 역
| 의정부 경전철             | 의정부 경전철   | 의정부 경전철                            |
| ------------------------- | --------------- | ---------------------------------------- |
| U114 의정부시청 발곡 방면 | ● 의정부 경전철 | U117 의정부중앙 차량기지 임시승강장 방면 |